# 大森倖三
大森 倖三（おおもり こうぞう）は、日本の漫画家。
2004年、『週刊ヤングジャンプ』で行われる漫画新人賞『MANGAグランプリ』第29回にて奨励賞＋月間ベスト賞を受賞（受賞作品は「世界だ頑！」）。2004年、『ウルトラQ 〜dark fantasy〜』でデビュー。

## 作品リスト
- ウルトラQ 〜dark fantasy〜（『特撮エース』、2004年）
  - 単行本は第1巻のみで、続刊は発行されていない。
- リーンの翼（『ガンダムエース』、2005年12月号 - 2007年3月号、全3巻）
- 機動戦士ガンダム U.C.戦記 追憶のシャア・アズナブル（『ガンダムエース』、2007年 - 2008年、全1巻）
- 機動戦士ガンダム00（『ケロケロエース』、2007年 - 2008年、全3巻）
- 機動戦士ガンダム00 2nd.season（『ケロケロエース』、2008年 - 2009年、全4巻）
- 新居探し（『心霊物件2008』収録、2008年、講談社）
- 機動戦士ガンダムUC バンデシネ（『ガンダムエース』、2010年 - 2017年、全17巻）
- 機動戦士ガンダムNT（『ガンダムエース』、2018年 - 連載中、既刊15巻）
- 愛と絆の大食い大会（原作：Cygames、『バーンブレイバーンA THE ANTHOLOGY』2024年[1]） - 『勇気爆発バーンブレイバーン』のアンソロジー寄稿作品。

## イラスト
- 機動戦士ガンダムUC（全10巻、角川スニーカー文庫、著：福井晴敏） ※口絵および挿絵を担当